# Domingo de Bustamante
Domingo de Bustamante (Puente San Miguel, 1673 – Madrid, 26 de abril de 1747) fue un eclesiástico español que ocupó el cargo de comisario general de Cruzada.

## Biografía
Nacido en Puente San Miguel, al encontrarse sus padres allí, aunque fue criado en el pueblo de Salvatierra. Permaneció en este lugar con sus padres hasta que comenzó los estudios. Colegial del colegio de San Ildefonso de Alcalá de Henares. Canónigo doctoral de las iglesias de Zamora y Toledo. En 1744 el rey Felipe V le nombró comisario general de Cruzada, cargo que ocupó durante tres años. Fue también miembro del consejo de Castilla y obispo electo de Cádiz. Falleció en Madrid en 1747 a los 74 años de edad.